# 日神グループホールディングス
株式会社日神グループホールディングス（英: NISSHIN GROUP HOLDINGS Company,Limited）は、東京都新宿区に本社を置く不動産会社グループの純粋持株会社。
2020年1月1日に、（初代）日神不動産株式会社から現商号に変更し、営んでいた事業を日神不動産販売株式会社（現・日神不動産株式会社）に承継した。

## 会社概要
営業所
- 本社：東京都新宿区新宿五丁目8番1号
- 横浜営業所：神奈川県横浜市中区弁天通2丁目26番地2 日神横浜ビル

## グループ会社・事業
- 日神不動産株式会社 - 分譲マンションの企画・販売
- 多田建設株式会社 - 建設工事業。土木工事業
- 日神管財株式会社 - 不動産の販売、賃貸、管理、マンション管理、リフォーム業
- 日神不動産投資顧問株式会社 - 日神プライベートレジリート投資法人の運営受託等の不動産証券化事業
- 日神住宅流通株式会社 - 中古マンションの買取・再販・リノベーション事業
- 日神ファイナンス株式会社 - マンション購入者に対する住宅ローン保証・住宅資金の貸付
- 株式会社リコルド - 戸建住宅の企画・販売

## 沿革
- 1975年3月 - 神山和郎が、大京観光勤務を経て、東京都新宿区で日医信販株式会社を創業。ニチイやニチイ学館の他、略称「日医」を用いる日本医師会のいずれとも無関係で、社名は全国医師協同組合連合会の指定ローン業者だった経緯による。間もなく宅地建物取引業免許を取得し、不動産仲介に着手。
- 1979年 - デベロッパー業に進出、初の自社開発マンションを発売。
- 1980年 - 社団法人住宅産業開発協会（現・一般社団法人日本住宅建設産業協会）に加盟。
- 1981年 - 建築設計監理部門を分離し、神和建設株式会社を設立。
- 1983年 - 日医神和株式会社に商号変更。
- 1984年 - 神和建設が、日神恒産株式会社に商号変更。
- 1985年 - ブランド名『日神パレス』使用開始。
- 1986年 - 宅地建物取引業免許を東京都知事免許より建設大臣免許に変更。神奈川県横浜市中区に初の営業所・横浜営業所を開設、間もなく神奈川区に移転し横浜支店に昇格。
- 1987年 - 本社開発部門を分離し、日神開発株式会社（現・日神建設株式会社）を設立。本社管理部門を分離し、日神管理株式会社（現・日神管財株式会社）を設立。

この頃、バブル景気への対応を本格化する。
- 1988年 - フロリダ州に米国での投資活動管理を目的とする日医神和フロリダ,INC.（現・日神コーポレーション USA,INC.）を設立。
- 1989年 - ブランド名を『日神パレステージ』に変更。ノースカロライナ州にゴルフ場経営会社のフォレスト オークス ホールディング, CORP.（現・フォレスト オークス カントリークラブ, INC.）を設立。住宅ローン融資子会社の日神ファイナンス株式会社を設立。
- 1990年 - 日神不動産株式会社に商号変更、ニューヨーク州に投資活動管理会社の日神コーポレーション オブ アメリカ, INC.（現・日神コーポレーション USA,INC.）を設立。

直後にバブル崩壊。日神恒産株式会社を救済合併。
- 1992年 - 日神コーポレーション オブ アメリカ,INC.（合併会社）と日医神和フロリダ, INC.（被合併会社）が合併し、日神コーポレーション USA,INC. 発足。フロリダ州にゴルフ場経営を目的とするハンターズ　オーランド, INC.（フォレスト オークス カントリークラブ, INC.の100％子会社）を設立。
- 1995年 - 社団法人日本高層住宅協会（現・一般社団法人不動産協会）に加盟。
- 1996年 - フロリダ州にゴルフ場経営を目的とするパリセーズ・オーランド, INC.（フォレスト オークス カントリークラブ, INC.の100％子会社）を設立。
- 1998年 - 創業地の東京都新宿区に本社ビル完成。日神ファイナンスを財務体質強化目的で子会社化。
- 2000年 - 東京証券取引所第二部上場[2]。
- 2002年 - リフォーム業に進出し、フィールズ株式会社と共同でグッドリフォーム株式会社を設立[3]。
- 2003年 - 東京証券取引所第一部上場[4]、新ブランド『日神デュオステージ』導入。
- 2005年 - 株式会社平川カントリークラブ（千葉市緑区）を子会社化[5]。賃貸管理・売買・仲介部門を新設した日神住宅流通株式会社へ分割[6]。
- 2006年 - 資本金 101億円に増資。パリセーズ・オーランド, INC.を解散[7]。
- 2010年 - 日神住宅流通株式会社とグッドリフォーム株式会社が合併し、日神住宅サポート株式会社発足[8]。多田建設株式会社を子会社化[9][10]。日神住宅サポート株式会社が日神建設株式会社を吸収合併。
- 2013年 - 日神不動産投資顧問株式会社を設立[11]。
- 2016年 - 日神管理株式会社が日神住宅サポート株式会社を吸収合併し、日神管財株式会社発足[12]。
- 2017年 - 日神プライベートレジリート投資法人を設立し、日神不動産投資顧問株式会社が資産運用を受託[13]。
- 2018年 -  持株会社体制移行のため、日神不動産株式会社の分割承継会社として日神不動産販売株式会社を設立[14]。
- 2019年 - 株式会社リコルドを子会社化[15]。平川カントリークラブの株式の全部をエヌディファクター株式会社へ譲渡[16]。
- 2020年 - 会社分割による持株会社体制へ移行し、商号を株式会社日神グループホールディングスに変更。子会社の日神不動産販売株式会社を（2代目）日神不動産株式会社に商号変更し、株式会社日神グループホールディングスの分譲マンションの企画・販売及びこれに関連する事業を継承[17][18]。

## 登録・加盟
事業登録
- 宅地建物取引業免許 国土交通大臣（9） 第3453号

加盟団体
- 一般社団法人 不動産協会
- 一般社団法人 全国住宅産業協会
- 公益社団法人 全国宅地建物取引業保証協会
- 公益社団法人 東京都宅地建物取引業協会
- 一般社団法人 日本経済団体連合会

手付金保証機関
- 住宅産業信用保証株式会社

## 提供番組
現在
- 無し

過去
- 旅・いってきます!（テレビ東京、日医神和グループ提供）
- 16時のドラマ再放送枠（TBS、関東ローカル）
- 火曜スーパーワイド（テレビ朝日系列）
- ゴルフ 尾崎兄弟・飯合に挑戦!!（テレビ東京）
- 午後のロードショー（テレビ東京）ほか